# 高斗心
高斗心（韓語：고두심；1951年5月22日—），韓國女演員。出身濟州，1969年自濟州女子高等學校畢業，1972年參加MBC第5期藝人公開選拔出道。至今共獲得達7座大賞，是韓國唯一獲得三間無線電視及百想藝術大獎頒發大賞的演員。曾在1980年代曾經營副業，創立「書店斗心」。
在1970年代至1990年代是具有人氣的女演員，於《愛情的羈絆》中用反諷語氣演繹的台詞「真是了不起啊！」，成為當時蔚為風潮的口頭禪

## 影視作品

### 電視劇

#### 1970年代
- 1972年：MBC《搜查班長》
- 1975年：MBC《向日葵》[14]
- 1974年：MBC《客人》
- 1974年：MBC《蘆葦》飾演 丁松姬
- 1975年：MBC《你好》
- 1975年：MBC《潮水》飾演 吳善姬
- 1975年：MBC《歸路》飾演 賢珠
- 1976年：MBC《哲兒的冒險》
- 1976年：MBC《情火》飾演 金萬德
- 1977年：MBC《113搜查本部》
- 1977年：MBC《後悔了》[15]
- 1978年：MBC《X搜查隊》
- 1978年：MBC《主人》
- 1978年：MBC《炙熱的手》
- 1978年：MBC《蓮知》
- 1979年：MBC《大漢門》[16]
- 1979年：MBC《所望》
- 1979年：MBC《安國洞小姐》
- 1979年：MBC《成為山，成為河》

#### 1980年代
- 1980年：MBC《石油》
- 1980年－2002年：MBC《田園日記》飾演 大媳婦[17]
- 1980年：MBC《洪律師》
- 1980年：MBC《興夫傳》
- 1980年：MBC《安倍的家族》
- 1980年：MBC《義親王》
- 1981年：MBC《春天的交響樂》
- 1981年：MBC《校洞夫人》
- 1981年：MBC《女人們的他國》
- 1981年：MBC《老兵》
- 1981年：MBC《燃燒的橋》
- 1981年：MBC《搜查班長－嬰兒的哭聲》
- 1981年：MBC《新娘子》
- 1981年：MBC《梨心的悲戀記》
- 1982年：MBC《父親》[18]
- 1982年：MBC《巨富實錄－白山安熙濟》
- 1982年：MBC《脫出》
- 1983年：MBC《新娘子》
- 1983年：MBC《廣大歌》
- 1983年：MBC《峰岩里的孩子》
- 1983年：MBC《古山子金正浩》
- 1984年：MBC《朝鮮王朝500年－雪中梅》飾演 仁粹大妃
- 1987年：MBC《暢銷劇場－妻叔》
- 1987年：MBC《暢銷劇場－黃色半月門》
- 1987年：MBC《暢銷劇場－手拉車》
- 1987年：MBC《誘惑》飾演 蕙善
- 1987年：MBC《暢銷劇場－陣雨》
- 1987年：MBC《浮草》飾演 碩兒的母親
- 1988年：MBC《朝鮮王朝500年－仁顯王后》飾演 崇善君的夫人
- 1988年：MBC《暢銷劇場－第三次見面》
- 1989年：MBC《創造回憶》
- 1989年：KBS《愛情的羈絆》飾演 韓正淑
- 1989年：MBC《暢銷劇場－臨津江》
- 1989年：MBC《燃燒之江》

#### 1990年代
- 1990年：MBC《深院之家》
- 1990年：MBC《朝鮮王朝500年]大院君》飾演 神貞王后
- 1990年：MBC《兩卷日記》飾演 海莉的母親
- 1990年：MBC《舞動的伽倻》飾演 李琴華
- 1991年：MBC《翻山越嶺》飾演 江明珠
- 1992年：MBC《憤怒的王國》飾演 純宗之子李厚的夫人
- 1992年：KBS《丈夫的女人》飾演 朴美正／朴琴才
- 1992年：MBC《兒子與女兒》飾演 安美賢的母親
- 1993年：MBC《洛東江》
- 1993年：MBC《最佳劇場－肥料花》飾演 金尚順的妾
- 1994年：SBS《朴奉淑律師》飾演 朴奉淑
- 1995年：SBS《韓國門》飾演 陸英修
- 1995年：KBS《澡堂老闆家的男人們》飾演 張英子
- 1996年：SBS《媽媽的標記》飾演 韓正淑
- 1996年：MBC《最佳劇場－鬼怪家》飾演 巫女
- 1996年：SBS《說什麼》飾演 英淑
- 1996年：MBC《坐在江邊哭泣》飾演 正淑
- 1996年：MBC《三男三女》聲演 尚宮
- 1996年：SBS《林巪正》飾演 黃雲聰的母親
- 1997年：MBC《女兒的選擇》飾演 昭英的母親
- 1997年：MBC《我活著的理由》飾演 進九的母親
- 1997年：MBC《點滴兒》飾演 點滴的姑姑
- 1997年：SBS《心肝》飾演 善珠的母親
- 1998年：SBS《我愛你我愛你》飾演 趙奉淑
- 1998年：SBS《愛也好恨也好》飾演 姜順女
- 1998年：MBC《愛情與成功》飾演 仁愛的繼母
- 1999年：KBS《人們的家》飾演 羅紅玉
- 1999年：MBC《她的眼淚》飾演 朴仁玉

#### 2000年代
- 2000年：SBS《德兒》飾演 貴德的母親
- 2000年：MBC《媽媽姊姊》飾演 羅貞玉
- 2001年：MBC《婚姻的法則》飾演 鄭蓉順
- 2001年：MBC《街角》飾演 慶熙
- 2001年：MBC《郊遊》飾演 仁惠
- 2001年：MBC《狐狸與棉花糖》飾演 魚末淑
- 2001年：SBS《神話》飾演 全在淑
- 2002年：SBS《野人時代》飾演 金斗漢的外祖母
- 2002年：MBC《人魚小姐》飾演 趙英春（趙秀娥）
- 2002年：MBC《最佳劇場－惡緣》飾演 玉川嬸
- 2002年：SBS《漂流的愛情》飾演 朴順愛
- 2003年：SBS《橡實涼粉》飾演 韓女士
- 2003年：SBS《戀人》飾演 韓正順
- 2004年：MBC《蓮花道》飾演 塔溝嬸
- 2004年：KBS《比花還美》飾演 李英子
- 2004年：MBC《漢江戀歌》飾演 金英姬
- 2004年：KBS《你是星星》飾演 金金芬
- 2005年：SBS《媽媽的全盛時代》飾演 鄭順喜
- 2005年：MBC《赤腳青春》飾演 吳順玉
- 2006年：MBC《有多愛》飾演 順心
- 2006年：KBS《首爾1945》飾演 鄭香琴
- 2006年：KBS《雪之女王》飾演 朴英玉
- 2007年：KBS《TV文學館－擲出小球的侏儒》飾演 媽媽
- 2007年：MBC《蘿蔔泡菜》飾演 白錦熙
- 2007年：KBS《幸福的女人》飾演 朴媛希
- 2008年：MBC《春子家有喜事了》飾演 洪春子
- 2008年：MBC《馬蘭》飾演 朴英玉
- 2009年：SBS《吞噬太陽》飾演 美妍母（特別出演）
- 2009年：MBC《過得有滋有味》飾演 姜鳳子

#### 2010年代
- 2010年：KBS《巨商金萬德》飾演 嬤嬤
- 2010年：KBS《嫁給我吧》飾演 吳順玉
- 2011年：MBC《一閃一閃亮晶晶》飾演 李權陽
- 2011年：MBC《絕頂》飾演 許吉
- 2011年：SBS《如果明日來臨》孫正仁
- 2012年：Channel A《不朽的名作》飾演 朴啟香
- 2013年：KBS《最佳李純信》飾演 金貞愛
- 2013年：MBC《龜巖許浚》飾演 許浚母親
- 2013年：KBS《未來的選擇》飾演 李美蘭
- 2013年：SBS《溫暖的一句話》飾演 金娜羅
- 2014年：MBC《媽媽的庭院》飾演 鄭順晶
- 2014年：MBC《湔雪的魔女》飾演 沈福女
- 2014年：MBC《Drama Festival－久違的再見》飾演 金公主
- 2015年：SBS《上流社會》飾演 閔惠秀
- 2015年：KBS《拜托了，媽媽》飾演 林山玉
- 2015年：KBS《奇怪的兒媳》飾演 楊春子
- 2016年：tvN《Dear My Friends》飾演 張蘭熙
- 2016年：SBS《倒數第二次戀愛》飾演 敏珠的媽媽
- 2016年：SBS《我們的甲順》飾演 仁乃心
- 2018年：tvN《我的大叔》飾演 卞瑤順
- 2018年：tvN《雞龍仙女傳》飾演 宣玉南
- 2019年：KBS《山茶花開時》飾演 德順

#### 2020年代
- 2021年：JTBC《只一人》飾演 陸聖子
- 2022年：tvN《我們的藍調時光》飾演 玄春禧
- 2022年：KBS《謝幕：樹立而死》飾演 慈金順
- 2022年：TVING《Island》飾演 金白主
- 2023年：tvN《閃亮的西瓜》飾演 高養姬
- 2024年：JTBC《虽然不是英雄》飾演 福滿鑫[19]
- 2024年：Channel A《Check-In 漢陽》飾演 義州公會的公會長（特別出演）

### 電影
- 1979年：《早晨下班的女人》飾演 玫瑰
- 1980年：《沒有旗幟的旗手》飾演 允任
- 1980年：《兩個女人》飾演 善娥
- 1983年：《嫉妒》飾演 賢淑
- 1987年：《藍色季節的熱氣》
- 1990年：《1990年自由夫人》飾演 吳宣英
- 1991年：《讓我妻子傷心的事》飾演 恩姬
- 1992年：《沒有離婚的女人》飾演 志苑
- 2000年：《青春》飾演 南玉的母親（特別演出）
- 2002年：《加油！金順》飾演 金順的母親
- 2004年：《人魚公主》飾演 趙娟順
- 2004年：《多瑪安重根》飾演 安重根的母親趙瑪麗亞
- 2005年：《媽媽》飾演 媽媽
- 2006年：《家族的誕生》飾演 武神
- 2009年：《早安，總統》飾演 高慶子
- 2010年：《賽馬甜心》飾演 高裕正
- 2011年：《陽光姊妹淘》（特別出演）
- 2017年：《最美的約定》飾演 愛順
- 2019年：《極限逃生》飾演 金賢玉
- 2019年：《青春催落去》飾演 尚弼的奶奶（特別出演）
- 2020年：《藍色海女傳說》飾 珍玉

## 獲獎記錄
| 年度   | 大獎                         | 獎項                          | 作品                                     | 結果 | 備註                 |
| ------ | ---------------------------- | ----------------------------- | ---------------------------------------- | ---- | -------------------- |
| 1975年 | MBC有功藝人                  | 藝人部門 新人演技賞           | 《潮水》                                 | 獲獎 | [ 20 ]               |
| 1977年 | 第13屆韓國演劇電影大賞       | TV部門 新人賞                 | 《情火》                                 | 獲獎 | [ 21 ] [ 22 ]        |
| 1980年 | MBC放送演技賞                | TV部門 配角賞                 |                                          | 獲獎 | [ 23 ]               |
| 1983年 | 第28屆亞太影展               | 最佳女配角                    | 《嫉妒》                                 | 獲獎 | [ 24 ] [ 25 ]        |
| 1983年 | 第22屆大鐘獎                 | 女配角賞                      | 《嫉妒》                                 | 獲獎 | [ 26 ]               |
| 1984年 | MBC演技大獎                  | 藝人部門 優秀賞               | 《朝鮮王朝500年－雪中梅》                | 獲獎 | [ 27 ] [ 28 ] [ 29 ] |
| 1985年 | 第21屆韓國演劇電影TV藝術賞   | TV部門 人氣賞                 | 《朝鮮王朝500年－雪中梅》                | 獲獎 | [ 30 ]               |
| 1985年 | 第12屆韓國放送大賞           | TV演技賞                      | 《田園日記》                             | 獲獎 | [ 31 ]               |
| 1988年 | MBC演技大賞                  | 電視劇部門 女子最優秀演技賞   | 《田園日記》 《朝鮮王朝500年－仁顯王后》 | 提名 | [ 32 ] [ 33 ]        |
| 1989年 | 第25屆百想藝術大賞           | TV部門 人氣賞                 | 《田園日記》                             | 獲獎 | [ 34 ]               |
| 1989年 | KBS演技大賞                  | 大賞                          | 《愛情的羈絆》                           | 獲獎 | [ 35 ]               |
| 1990年 | 第26屆百想藝術大賞           | TV部門 演技賞                 | 《愛情的羈絆》                           | 獲獎 | [ 36 ]               |
| 1990年 | MBC演技大賞                  | 大賞                          | 《深院之家》 《舞動的伽倻》              | 獲獎 | [ 37 ] [ 38 ]        |
| 1991年 | 第18屆韓國放送大賞           | TV演技賞                      | 《舞動的伽倻》                           | 獲獎 | [ 39 ]               |
| 1991年 | 第4屆韓國放送製作人賞        | 藝人賞                        | 藝人賞                                   | 獲獎 | [ 40 ] [ 41 ]        |
| 1992年 | 第3屆農村文化賞              | 大眾藝術部門 藝人賞           | 大眾藝術部門 藝人賞                      | 獲獎 | [ 42 ]               |
| 1993年 | 第29屆百想藝術大賞           | TV部門 大賞                   | 《丈夫的女人》                           | 獲獎 | [ 43 ] [ 44 ]        |
| 1993年 | 第29屆百想藝術大賞           | TV部門 演技賞                 | 《丈夫的女人》                           | 獲獎 | [ 43 ] [ 44 ]        |
| 1996年 | 最佳文學人賞                 | 演藝傳播媒體類                | 演藝傳播媒體類                           | 獲獎 | [ 45 ]               |
| 1996年 | 第6屆峨山孝行大賞            | 孝親部門賞                    | 孝親部門賞                               | 獲獎 | [ 46 ] [ 47 ]        |
| 1996年 | KBS演技大賞                  | 女子最優秀演技賞              | 《澡堂老闆家的男人們》                   | 提名 | [ 48 ] [ 49 ]        |
| 1997年 | 濟州道文化賞                 | 藝術部門                      | 藝術部門                                 | 獲獎 | [ 50 ]               |
| 1998年 | MBC傑出藝人                  | MBC傑出藝人                   | MBC傑出藝人                              | 獲獎 | [ 51 ]               |
| 2000年 | SBS演技大賞                  | 大賞                          | 《德兒》                                 | 獲獎 | [ 52 ]               |
| 2000年 | SBS演技大賞                  | Big Star賞                    | 《德兒》                                 | 獲獎 | [ 52 ]               |
| 2001年 | MBC演技大賞                  | 女演員部門 特別賞             |                                          | 獲獎 | [ 53 ]               |
| 2002年 | 照亮濟州的人們               | 女性部門                      | 女性部門                                 | 獲獎 | [ 54 ]               |
| 2003年 | SBS演技大賞                  | 獨幕／特輯劇部門 女子演技賞   | 《橡實涼粉》                             | 獲獎 | [ 55 ]               |
| 2004年 | 第31屆韓國放送大賞           | 藝人賞                        | 《比花還美》                             | 獲獎 | [ 56 ] [ 57 ]        |
| 2004年 | 第5屆釜山電影評論家協會賞    | 女配角賞                      | 《人魚公主》                             | 獲獎 | [ 58 ]               |
| 2004年 | 第12屆春史羅雲奎電影藝術節   | 女配角賞                      | 《人魚公主》                             | 獲獎 | [ 59 ]               |
| 2004年 | 第25屆青龍電影獎             | 女配角賞                      | 《人魚公主》                             | 提名 | [ 60 ]               |
| 2004年 | 第3屆大韓民國電影大賞        | 女配角賞                      | 《人魚公主》                             | 獲獎 | [ 61 ]               |
| 2004年 | KBS演技大賞                  | 大賞                          | 《比花還美》                             | 獲獎 | [ 62 ] [ 63 ]        |
| 2004年 | KBS演技大賞                  | 女子最優秀演技賞              | 《比花還美》 《你是星星》                | 提名 | [ 64 ]               |
| 2004年 | MBC演技大賞                  | 大賞                          | 《漢江戀歌》                             | 獲獎 | [ 62 ] [ 63 ]        |
| 2004年 | MBC演技大賞                  | 女子最優秀演技賞              | 《漢江戀歌》                             | 提名 | [ 65 ]               |
| 2005年 | 第28屆黃金攝影賞             | 最優秀人氣女演員賞            | 《媽媽》                                 | 獲獎 | [ 66 ]               |
| 2005年 | 第42屆大鐘獎                 | 女配角賞                      | 《人魚公主》                             | 提名 | [ 67 ] [ 68 ]        |
| 2006年 | 第47屆塞薩洛尼基國際電影節   | 最佳女主角                    | 《家族的誕生》                           | 獲獎 | [ 69 ]               |
| 2007年 | 第39屆大韓民國文化藝術賞     | 玉冠文化勳章                  | 玉冠文化勳章                             | 獲獎 | [ 70 ]               |
| 2007年 | 第3屆黃金門票賞              | 最佳演劇女演員賞              | 《親庭母親》                             | 獲獎 | [ 71 ]               |
| 2008年 | 第5屆佛子大賞                | 第5屆佛子大賞                 | 第5屆佛子大賞                            | 獲獎 | [ 72 ]               |
| 2011年 | KBS人類大賞                  | 分享愛獎                      | 分享愛獎                                 | 獲獎 | [ 73 ]               |
| 2014年 | MBC演技大賞                  | 女子黃金演技賞                | 《媽媽的庭院》 《湔雪的魔女》            | 提名 |                      |
| 2014年 | SBS演技大賞                  | 中篇電視劇部門 女子特別演技賞 | 《溫暖的一句話》                         | 獲獎 | [ 74 ]               |
| 2015年 | KBS演技大賞                  | 大賞                          | 《拜託了，媽媽》                         | 獲獎 | [ 75 ]               |
| 2015年 | KBS演技大賞                  | 女子最優秀演技賞              | 《拜託了，媽媽》                         | 提名 |                      |
| 2015年 | KBS演技大賞                  | 長篇電視劇部門 女子優秀演技賞 | 《拜託了，媽媽》                         | 提名 |                      |
| 2016年 | SBS演技大賞                  | 長篇電視劇 女子最優秀演技賞   | 《我們的甲順》                           | 提名 |                      |
| 2018年 | 第38屆黃金攝影賞             | 演員部門 功勞賞               | 演員部門 功勞賞                          | 獲獎 | [ 76 ]               |
| 2019年 | KBS演技大賞                  | 女子最優秀演技賞              | 《山茶花開時》                           | 提名 |                      |
| 2019年 | KBS演技大賞                  | 中篇電視劇部門 女子優秀演技賞 | 《山茶花開時》                           | 提名 |                      |
| 2020年 | 第12屆春史電影節             | 女配角賞                      | 《極限逃生》                             | 提名 | [ 77 ]               |
| 2020年 | 第11屆大韓民國大眾文化藝術賞 | 銀冠文化勳章                  | 銀冠文化勳章                             | 獲獎 | [ 78 ]               |
| 2021年 | 第22屆年度女性電影人賞       | 年度女性電影人賞              | 《藍色海女傳說》                         | 獲獎 | [ 79 ]               |
| 2021年 | 第8屆韓國電影製作人協會獎    | 女主角賞                      | 《藍色海女傳說》                         | 獲獎 | [ 80 ]               |
| 2022年 | 第58屆百想藝術大獎           | 電影部門 女子最優秀演技賞     | 《藍色海女傳說》                         | 提名 | [ 81 ]               |

## 外部連結
- 高斗心在互联网电影资料库（IMDb）上的資料（英文）
- 高斗心在韩国电影数据库（KMDb）上的資料（韓語）
- 高斗心 （页面存档备份，存于）在NAVER上的資料
- 高斗心 （页面存档备份，存于）在Daum上的資料